# الطريق الجهوية رقم 133 (تونس)
الطريق الجهوية رقم 133 أو ط ج 133 طريق ثانوية تونسية تربط بين الطريق الوطنية رقم 3 (شرق قرية جبل الوسط) والطريق الوطنية رقم 2 على مستوى مدينة النفيضة، هي تمرّ بالمدن التالية على التوالي:
- زغوان،
- الزريبة،
- النفيضة.